# Kansas City Spurs 1970
Questa pagina raccoglie i dati riguardanti i Kansas City Spurs nelle competizioni ufficiali della stagione 1970.

## Stagione
L'inglese Alan Rogers subentrò al magiaro János Bédl alla guida degli Spurs. La squadra fu caratterizzata dal massiccio impiego di calciatori ungheresi e uruguaiani. Gli Spurs ottennero il secondo posto nella Northern Division, non accedendo alla fase finale del torneo.
La franchigia chiuse i battenti al termine della stagione.

## Organigramma societario
Area direttiva
Area tecnica
- Allenatore: Alan Rogers
- Preparatore: Ali Baliko

## Rosa
| N. |                       | Ruolo | Calciatore       |
| -- | --------------------- | ----- | ---------------- |
| 1  | Uruguay (bandiera)    | P     | Leonel Conde     |
| 2  | Ungheria (bandiera)   | D     | György Lipták    |
| 3  | Ungheria (bandiera)   | D     | Lajos Varga      |
| 4  | Jugoslavia (bandiera) | D     | Mladen Vranković |
| 5  | Ungheria (bandiera)   | D     | Tamás Krivitz    |
| 6  | Ungheria (bandiera)   | C     | János Hanek      |
| 7  | Ungheria (bandiera)   | C     | Tibor Szalay     |
| 8  | Brasile (bandiera)    | A     | Eli Durante      |

| N. |                        | Ruolo | Calciatore       |
| -- | ---------------------- | ----- | ---------------- |
| 9  | Germania (bandiera)    | A     | Manfred Seissler |
| 10 | Uruguay (bandiera)     | D     | Roberto Lonardo  |
| 11 | Giamaica (bandiera)    | A     | Asher Welch      |
| 12 | Brasile (bandiera)     | A     | Miranda Oliveira |
| 13 | Uruguay (bandiera)     | A     | Ademar Saccone   |
| 14 | Ungheria (bandiera)    | A     | Alex Nagy        |
| 16 | Uruguay (bandiera)     | A     | Miguel De Diego  |
|    | Stati Uniti (bandiera) | P     | Sandy Feher      |